# Morning Musume
Morning Musume (モーニング娘。 Mōningu Musume.), Morning Musume '21 (モーニング娘。 '21 Mōningu Musume Two-One.) hay Momusu (モー娘。 Mōmusu.)  là một nhóm nhạc nữ Nhật Bản. Hoạt động của nhóm xung quanh việc hát và nhảy múa theo âm điệu vui vẻ và lạc quan. Nhóm dẫn đầu trong chương trình Hello! Project, đạo diễn bởi Naoki Yamazaki và nhà sản xuất của nhóm là Tsunku. Lời nhạc và âm điệu của các bài hát cho nhóm hầu hết đều được soạn bởi Tsunku.
Musume (娘) trong tiếng Nhật là cô gái. Nhóm được biết đến rất nhiều qua các thế hệ được thay đổi gần như mỗi năm. Việc thay đổi của nhóm bắt nguồn từ sự ra đi của từng thành viên sau khi tốt nghiệp từ Hello! Project, hay các thành viên được thêm vào qua sự tuyển chọn giọng hát mới. Qua nhiều năm nhóm được chia ra để tạo thêm các nhóm mới như Tanpopo, Petitmoni, Minimoni nhưng vẫn giữ vững đội hình của nhóm Morning Musume. Tsunku trước đây chịu trách nhiệm sáng tác phần lớn các bài hát và lời bài hát của nhóm, sản xuất bìa đĩa CD, thiết kế trang phục và trang điểm và các chương trình trực tiếp của nhóm cho đến cuối năm 2014, khi ông từ chức khỏi vị trí là nhà sản xuất chung của Hello!Project. Ông vẫn tiếp tục làm việc với Morning Musume, nhưng chỉ với tư cách là nhà sản xuất âm nhạc cho nhóm.
Hiện tại, họ là một trong những nhóm nhạc nữ thần tượng Nhật Bản thành công nhất, giữ kỷ lục về doanh số bán đĩa đơn tổng thể cao thứ 2 (của một nhóm nữ) trên bảng xếp hạng Oricon tính đến tháng 1 năm 2012 , cũng như kỷ lục 10 đĩa đơn hàng đầu với 66 danh hiệu tính đến tháng 10 năm 2018 , và 10 album hàng đầu với 18 danh hiệu tính đến tháng 3 năm 2019. Morning Musume cũng là nhóm nhạc nữ có số lượng DVD được bán ra nhiều nhất Nhật Bản. Doanh số bán đĩa CD và DVD kết hợp của nhóm vượt hơn 23 triệu bản chỉ riêng tại Nhật Bản.
Với sự nổi tiếng của mình trong nước, họ đã tiếp tục chiếm lĩnh thị trường âm nhạc tại Trung Quốc vào năm 2007. Nhóm chính thức được biết với tên Jou An Sao Nu Jou (Zǎo Ān Shào Nǚ Zǔ, Chữ Hán phồn thể: 早安少女組, nghĩa là "Các cô gái chào buổi sáng") tại Trung Quốc. Trong những năm gần đây nhóm tiếp tục chiếm lĩnh các thị trường âm nhạc tại Châu Á, Châu Âu và Mỹ thông qua việc trình diễn tại các cuộc triển lãm EXPO toàn cầu.

## Lịch sử

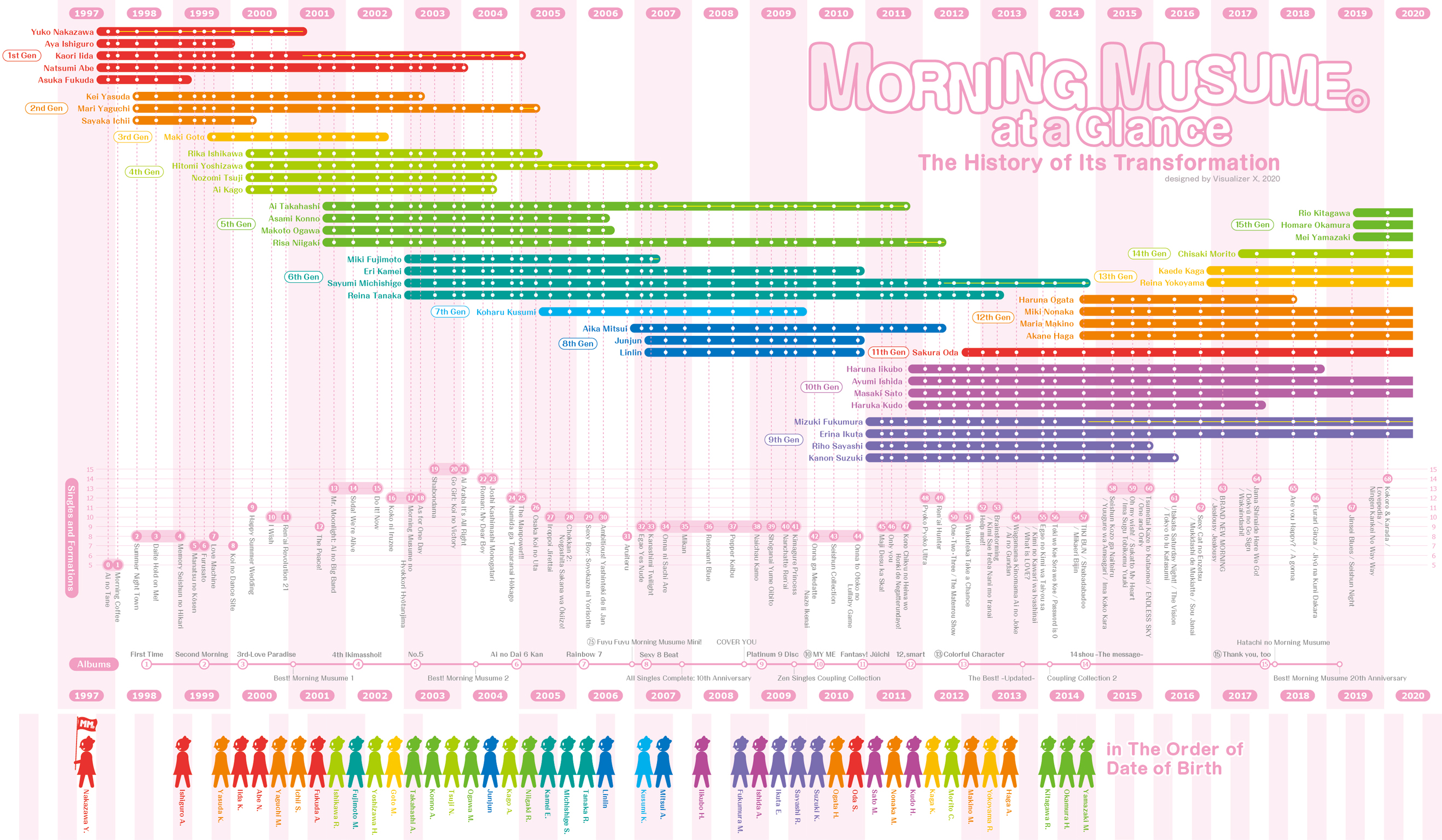
Sự thay đổi của thành viên và lịch sử đĩa đơn

### 1997-1998: Hình thành và khởi đầu
Nhà sản xuất người Nhật Bản Tsunku thành lập nhóm vào năm 1997 thông qua chương trình thử giọng nữ hát nhạc rock cho ban nhạc Shran Q. Buổi thử giọng được thực hiện tại show truyền hình Asayan. Người thắng cuộc là Heike Michiyo, sau này trở thành nghệ sĩ solo với tên sau này gọi là Hello! Project. Tsunku quyết định thành lập một nhóm nhạc nữ với 5 thành viên về nhì trước đó là Yuko Nakazawa, Natsumi Abe, Kaori Iida, Asuka Fukuda và Aya Ishiguro. Họ nhận thách thức bán 50.000 bản đĩa đơn demo của nhóm "Ai no Tane", chỉ với 5 ngày diễn ra sự kiện quảng bá. Họ đã thành công trong 4 ngày quảng bá (trải dài vào tháng 11 năm 1997). Nhóm đã tạo nên kỳ tích với âm nhạc và phong cách biểu diễn tự nhiên của mình. Sau đó Tsunku  bắt đầu nhiệm vụ tạo ra nhóm nhạc nữ nổi tiếng tại Nhật Bản.
Trong đầu năm 1998, các cô gái ra mắt đĩa đơn chính thức đầu tiên "Morning Coffee". Sự thành công của đĩa đơn này (đứng thứ 6 trên bảng xếp hạng JPop) đã thu hút thêm 3 thành viên mới (được gọi là thế hệ thứ 2) là Kei Yasuda, Mari Yaguchi và Sayaka Ichii, nâng tổng số thành viên lên 8. Đĩa đơn thứ 2 "Summer Night Town" mang giai điệu Pop chính chắn với giọng điệu thể hiện một cảm xúc được che đậy nhưng không quá kín đáo. Tiếp theo đĩa đơn thứ 3 được phát hành cùng năm "Daite Hold on Me!", với cùng giai điệu như đĩa đơn trước đó đứng vị trí thứ nhất trong bảng xếp hạng JPop. Trưởng nhóm Nakazawa cũng bắt đầu sự nghiệp solo của mình.
Album đầu tay "First Time" được phát hành vào tháng 7/1998, gồm các đĩa đơn "Ai no Tane", "Morning Coffee" và "Summer Night Town".
Trong năm 1998, Tsunku ra mắt nhóm nhỏ Tanpopo với các thành viên Kaori Iida, Aya Ishiguro và Mari Yaguchi. Tanpopo với âm nhạc nhẹ nhàng, chậm rãi với những ca khúc chính chắn hơn.
Tuy nhiên, khi "Morning Coffee" được phát hành, công ty quản lý Zetima của Morning Musume đổi tên thành One Up Music (One Up là sự kết hợp giữa Warner Music Japan (hãng phân phối sản phẩm của One Up Music) và Up-Front Group (Công ty mẹ của One Up Music). Tuy nhiên, vào tháng 4/1998, 1 tháng trước khi phát hành "Summer Night Town", One Up Music đã kết thúc hợp đồng phân phối với Warner, và được đổi tên thành Zetima khi hợp nhất với YJ Sounds (một hãng khác trước đây thuộc Up-Front Group). Quyền phân phối sẽ được trao cho hãng phụ Epic Records của Sony Music Japan cho "Summer Night Town", "First Time" và tất cả các bản phát hành tiếp theo của Zetima.

### 1999: Thành công đột phá với "Love Machine" và thế hệ thứ 3
Nhóm phát hành đĩa đơn thứ 4 "Memory Seishun no Hikari" vào đầu năm 1999 nhưng chỉ đứng hạng 2 sau nhóm Glay (đĩa đơn "Winter Again" của Glay đã bán được 955.780 bản trong khi "Memory Seishun no Hikari" của nhóm chỉ được 195.720 bản) trên bảng xếp hạng Oricon. Các ca khúc trong đĩa đơn của nhóm mang âm điệu ráp và phối âm bằng chất giọng của các cô gái trong nhóm. Đây là đĩa đơn cuối cùng của Asuka Fukuda với Morning Musume, cô có thời gian hoạt động ngắn nhất với 2 năm. Asuka tuyên bố rời đi để tập trung vào việc học của mình, và bỏ học ngay sau đó.
Đĩa đơn thứ 5 "Manatsu no Kōsen" phát hành trong tháng 5  đứng vị trí thứ 3 trong các bảng xếp hạng, nhưng số lượng đĩa bán ra giảm một nửa so với đĩa đơn trước đó. Vị trí của Morning Musume dĩ nhiên cũng trở nên không vững chắc trong các bảng xếp hạng vào thời gian này. Đĩa đơn thứ 6 "Furusato"  phát hành vào ngày 14/7, với thành viên Abe Natsumi hát cả bài hát cùng với các thành viên khác hòa âm. "Furusato" xếp hạng 5 trên bảng xếp hạng của Oricon.
Album Second Morning phát hành vào 28/7/1998 với các bài hát  "Daite Hold on Me!", "Memory Seishun no Hikari", "Manatsu no Kōsen", và "Furusato". "Daite Hold on Me!" và "Manatsu no Kōsen" đã được phối lại.
Tsunku đã tổ chức buổi thử giọng tuyển thành viên thế hệ thứ 3. Sau đó đã có 2 thành viên mới cho nhóm, nhưng chỉ có một cô gái được thêm vào nhóm là Maki Goto. Goto 13 tuổi, là thành viên nhỏ tuổi nhất vào thời điểm đó. Đĩa đơn thứ 7 "Love Machine" bán được 1.646.630 bản và tạo được một cú "hit" vào thị trường âm nhạc Nhật Bản và trở thành đĩa bán chạy nhất tính đến 2012. Bài hát đã tạo nên một hình ảnh cho tương lai Nhật Bản như là một điểm đến tuyệt vời trong tương lai, và tạo nên khí thế mới cho nền kinh tế Nhật Bản trong thời điểm đang bị suy thoái. Thành công này gia tăng đáng kể mức độ nổi tiếng của nhóm.
Ngay sau đó Goto được ghép đôi với Kei Yasuda và Sayaka Ichii để tạo thành nhóm nhỏ Petitmoni (còn được gọi là Pucchi Moni). Đĩa đơn đầu tiên của Petitmoni "Chokotto Love"  bán được hơn 1.123.610 bản, sánh ngang với thành công của "Love Machine",

### 2000: Koi no Dance Site, tiếp tục thành công về mặt thương mại và thế hệ thứ 4
"Koi no Dance Site" là đĩa đơn đầu tiên của năm 2000, đứng thứ hai trong các bảng xếp hạng và bán được hơn một triệu bản, hơn 400.000 bản so với "Love Machine". Đĩa đơn này đã đứng đầu số lượng bán ra trong tuần đầu, hơn 600.860 bản so với các đĩa đơn khác của nhóm. Mặc dù với con số khổng lồ này, đĩa đơn này vẫn không đạt được vị trí thứ nhất vì đĩa đơn "Tsunami" của Southern All Stars đã bán được 2,93 triệu bản và ra mắt cùng ngày với Koi no Dance Site. Nhóm giảm xuống còn 7 thành viên vì Aya Ishiguro rời khỏi nhóm để làm đám cưới với Shinya – một tay trống của ban nhạc rock Luna Sea - trước khi đĩa đơn của nhóm ra mắt.
Sự kiện thứ hai của nhóm trong năm 2000 là việc kết hợp các thành viên trong Morning Musume với 16 thành viên khác của Tsunku thuộc chương trình "Hello! Project". Sự thay đổi này tạo thành 3 nhóm là Akagumi 4, Kiiro 5 và Aoiro 7. Ý tưởng này đã tạo nên một cuộc chiến giữa 3 nhóm trong số lượng đĩa bán ra của các nhóm. Akagumi 4 là nhóm đứng đầu ,  trong đó có Goto Maki đảm nhiệm vị trí hát chính.
Trong tháng 3, nhóm ra mắt Album thứ 3 Love Paradise. Mặt dù album có các bài hát "Love Machine" và "Koi no Dance Site" nhưng album này không leo lên được vị trí thứ nhất, đổi lại album đã bán ra được hơn 800.000 bản và trở thành Album bán chạy nhất của nhóm tính đến nay.
Trong năm này nhóm tổ chức cuộc tuyển chọn thành viên cho thế hệ thứ 4. Các thành viên mới gồm Rika Ishikawa, Hitomi Yoshizawa, Nozomi Tsuji và Ai Kago mang lại cảm giác hoàn toàn khác cho nhóm, khi nhóm có 2 thành viên mới là bộ đôi 12 tuổi Tsuji và Kago. Sau lần xuất hiện trước công chúng đầu tiên, đĩa đơn "Happy Summer Wedding" đã đứng vị trí thứ nhất và bán được 990.950 bản. Sayaka Ichii rời đi để theo đuổi sự nghiệp âm nhạc của mình. Cô trở thành ca sĩ của nhóm nhạc Nhật Bản Cubic Cross và sau đó kết hôn với thành viên Naoki Yoshizawa (không có quan hệ họ hàng với Hitomi Yoshizawa).
Với sự ra đi của hai thành viên Ishiguro và Ichii, cả 2 nhóm nhỏ Tanpopo và Petitmoni thay đổi đội hình, Hitomi Yoshizawa kết hợp với Petitmoni, Ai Kago và Rika Ishikawa được thêm vào Tanpopo. Trong khi đó, Mari Yaguchi  bắt đầu biểu diễn không chính thức với Ai Kago và Nozomi Tsuji trong các buổi concert trong Mini Moni, một nhóm mới với các thành viên trẻ có chiều cao thấp hơn 1m50. Mika Todd của Coconuts Musume cũng được thêm vào nhóm sau đó. Đĩa đơn đầu tay "Minimoni Jankenpyon!", đứng số 1 trên Oricon.
Là một nhóm nhạc thần tượng, họ đã cực kỳ thành công  và được so sánh với sự nổi tiếng của nhóm nhạc nữ thần tượng Speed trước đây. "I Wish" và "Renai Revolution 21" (đĩa đơn cuối cùng của Yuko Nakazawa) tiếp tục xu hướng các bài hát pop vui vẻ trở thành hit chủ lực của nhóm. Morning Musume cũng bắt đầu truyền thống biểu diễn trong các vở nhạc kịch mỗi năm, đột phá với tư cách thần tượng với vở nhạc kịch Love Century: Yume wa Minakerya Hajimaranai.

### 2001: "The Peace" và thế hệ thứ 5
Vào cuối tháng 1 năm 2001, một album của Hello! Project được phát hành là "Best! Morning Musume 1" đã bán được 2.259.510 bản. Album có 15 bài hát và nhạc gốc là "Say Yeah! -Motto Miracle Night-".
Trong tháng 4 năm 2001, trưởng nhóm Yuko Nakazawa tốt nghiệp và tập trung hết vào sự nghiệp solo của mình (bắt đầu sự nghiệp như một nhà quản lý bởi vì cô nghĩ rằng ở tuổi của mình thì đã giới hạn sự trẻ trung cho các hoạt động của nhóm), Kaori Iida lên làm trưởng nhóm và Kei Yasuda làm phó nhóm  Cũng trong lúc này Rika Ishikawa đã được thêm vào nhóm Country Musume nhưng chỉ hát cho nhóm trong thời gian ngắn.
Trong tháng 7 năm 2001, đĩa đơn mới của nhóm được xuất bản "The Peace" nhưng không còn ở vị trí thứ nhất nửa. Đĩa đơn này mang giai điệu pop hơi khác thường, bắt đầu với hầu hết các ca khúc mang tiết tấu sôi động của các đoạn hội thoại, và vũ điệu chủ yếu của Rika Ishikawa. Cô có một đoạn hội thoại ở giữa bài hát, một chút ở đoạn solo, vũ điệu chính trong các bài nhảy và cuối bài hát. Các đoạn quảng cáo cho bài hát của nhóm được lấy bấy bối cảnh một phòng tắm công cộng khổng lồ, thể hiện các cô gái nhảy giữa những chiếc bô tiểu nam và các kiểu chụp ảnh trong các phòng tắm nhỏ. Đoạn phim thể hiện như là một đoạn phim quay ẩn các thành viên của nhóm đang sinh hoạt trong một phòng tắm của câu lạc bộ.
Cuối năm 2001, 4 cô gái mới được thêm vào nhóm thuộc thế hệ thứ 5 được tuyển từ chương trình thử giọng "Love Audition 21" là Ai Takahashi, Asami Konno, Makoto Ogawa, và Risa Niigaki, nâng số thành viên lên 13 cô gái. Tuy nhiên đĩa đơn thứ nhất "Mr. Moonlight ~Ai no Big Band~" của các thành viên thế hệ thứ 5 hoạt động như là một nhóm lớn với giọng ca chính là thành viên Hitomi Yoshizawa của thế hệ thứ tư.

### 2002: Sự ra đi của Maki Goto và tái cơ cấu các nhóm nhỏ
Trong tháng 2, ca khúc "Sōda! We're Alive" được phát hành và lọt ngay vào bảng xếp hạng "Japanese pop". Ca khúc mang nhiều phong cách mới mẻ với giọng ca chính là Mari Yaguchi.
Trong tháng 7, ca khúc "Do It! Now" được phát hành và lọt vào vị trí thứ 3, một thành công mới của nhóm. Ca khúc này cũng là ca khúc cuối cùng có sự tham gia của Maki Goto.
Studio Album thứ tư của nhóm là "4th Ikimasshoi!" được phát hành vào tháng 3 sau 2 năm chờ đợi. Album này đã đạt được vị trí thứ 1 trên bảng xếp hạng "Oricon". Album mang các ca khúc, "Renai Revolution 21" (thu âm với 13 thành viên), "The Peace!" (được cover lại với thời gian lâu hơn), "Mr. Moonlight: Ai no Big Band" (có chứa một đoạn hội thoại ở đầu ca khúc), và "Sōda! We're Alive".
Vào cuối năm 2002, thành viên Maki Goto tốt nghiệp Morning Musume. Hello! Project bắt đầu sắp xếp lại tất cả các nhóm nhạc. Tsunku rút các thành viên Kaori Iida, Mari Yaguchi, và Ai Kago từ nhóm Tanpopo, và thêm vào Asami Konno, Risa Niigaki, Ayumi Shibata của nhóm Melon Kinenbi để kết hợp với Rika Ishikawa. Nhóm Tanpopo chỉ phát hành 1 ca khúc trước khi trở nên rời rạt vì các thành viên không cố định. Makoto Ogawa và Ayaka Kimura của nhóm Coconuts Musume kết hợp với Hitomi Yoshizawa trong nhóm Petitmoni để thay thế Kei Yasuda và Maki Goto, nhưng nhóm không phát hành một ca khúc nào mà chỉ biểu diễn trong các buổi hòa nhạc. Ca khúc của họ "Wow Wow Wow" đã phát hành trên đĩa "CD Petit Best 4" biên soạn bởi Hello! Project. Nhóm Mini Moni, Mari Yaguchi được thay thế bởi Ai Takahashi, nhóm phát hành nhiều ca khúc và album thứ 2 cho đến khi thành viên Mika Todd tốt nghiệp trong tháng 5 năm 2004, và nhóm Mini Moni trở thành nhóm rời rạt với các thành viên không cố định.
Vào tháng 10, ca khúc "Koko ni Iruzee!" được phát hành với nhịp điệu sôi động và vui vẻ mang chủ đề sức sống âm nhạc hợp nhất thế giới. Ca khúc sau đó đứng vị trí thứ 1 trên bảng xếp hạng Oricon.

### 2003
Giai điệu trẻ thơ độc nhất của "Morning Musume no Hyokkori Hyōtanjima" xuất bản trong tháng 2 năm 2003 như là đĩa đơn thứ mười bảy của nhóm. Đĩa đơn này là một sự "cover" lại những ca khúc mà lần đầu tiên không phải do Tsunku sáng tác.
Trước khi thế hệ thứ sáu của Morning Musume được tuyển chọn, nhóm đã ra studio album No.5 đơn nhất chỉ trong vài ngày với sự góp mặt của Kei Yasuda và Natsumi Abe, như là thành viên đầy đủ của nhóm. Studio album này cũng là album đầu tiên của nhóm Morning Musume với các thành viên cũ như Maki Goto được mời vào "Yes! Pocky Girls" và "Sotsugyō Rōko". Album mang phong cách của các bài hát trước như "Do it! Now" và "Koko ni Iruzee!".
Vào ngày 23 tháng 4, một trong những đĩa đơn thành công nhất của nhóm, "AS FOR ONE DAY", bán được 129,893 bản và đứng ở vị trí thứ nhất trên bảng xếp hạng của Oricon. Đây sẽ là lần cuối cùng một đĩa đơn của nhóm đứng hạng nhất cho đến "Aruiteru" (phát hành năm 2006). Đây cũng là đĩa đơn cuối cùng của Kei Yasuda với nhóm.
Trong giữa năm 2003, bốn thành viên nữ mới được thêm vào nhóm như là thế hệ thứ sáu của Morning Musume, Miki Fujimoto, Eri Kamei, Sayumi Michishige và Reina Tanaka. Miki Fujimoto được Tsunku thêm vào nhóm khi cô thành công trong chương trình "Kōhaku Uta Gassen" với các thành viên Morning Musume hỗ trợ là backup dancer. Buổi trình diễn đầu tiên của nhóm bao gồm thế hệ thứ sáu có sự góp mặt của Kei Yasuda đã tốt nghiệp. Tsunku cho rằng lần biểu diễn này nhóm có 16 thành viên đông nhất, và là đội hình đông nhất của nhóm từ trước tới nay.
Đĩa đơn đầu tiên của nhóm có sự góp mặt của các thành viên thế hệ thứ sáu là "Shabondama" mang phong cách thoải mái của các kỳ nghỉ, một lối nhảy tự nhiên và cuốn hút.
Mari Yaguchi trở thành phó nhóm sau khi Kei Yasuda tốt nghiệp và cũng mang vai trò hướng dẫn và giúp đỡ các thành viên nhí của chương trình Hello! Project, sau cùng là hình thành một nhóm với năm thành viên với tên ZYX.
Cuối năm 2003, Morning Musume đã tách ra làm hai nhóm để dễ dàng cho các tour biểu diễn tại các thành phố nơi không thể tổ chức chương trình biểu diễn với 15 thành viên. Nhóm thứ nhất là Morning Musume Sakuragumi chuyên về các ca khúc truyền thống có vũ điệu chậm, nhóm có các thành viên là Natsumi Abe, Mari Yaguchi, Hitomi Yoshizawa, Ai Kago, Ai Takahashi, Risa Niigaki, Asami Konno và Eri Kamei. Nhóm thứ hai là Morning Musume Otomegumi chuyên về các ca khúc nhạc pop với vũ điệu mạnh pha chút rock nhẹ, nhóm có các thành viên Kaori Iida, Rika Ishikawa, Nozomi Tsuji, Makoto Ogawa, Miki Fujimoto, Sayumi Michishige và Reina Tanaka. Sakuragumi xuất bản hai đĩa đơn là "Hare Ame Nochi Suki" và "Sakura Mankai", Otomegumi xuất bản hai đĩa đơn là "Ai no Sono ~Touch my Heart!~" và "Yūjō ~Kokoro no Busu ni wa Naranee!~".
Đĩa đơn cuối cùng của Morning Musume trong năm 2003 với đầy đủ thành viên là "Go Girl ~Koi no Victory~", nói về tuyên bố chiến thắng của tình yêu các cô gái trong nhóm.

### 2004
Trong tháng 1 năm 2004, Natsumi Abe (được biết đến như là hình ảnh đại diện của Morning Musume trong công chúng) tốt nghiệp và theo đuổi sự nghiệp solo. Bài hát cuối cùng của cô với Morning Musume là "Ai Araba It's All Right" đã bán được hơn 100.000 bản. Bài hát "Ai Araba It's All Right" có điệu múa vui vẻ và giọng điệu trữ tình như tựa đề của nó.
Nhóm sớm xuất bản một đĩa đơn khác, "Roman ~My Dear Boy~". Ca khúc hầu hết mang âm hưởng rock và các điệu nhảy theo tiết điệu lời nhạc hướng về một chàng trai. Đĩa đơn thứ 23 tiếp theo của nhóm, "Joshi Kashimashi Monogatari", nói lên chính các cô gái của Morning Musume, mỗi thành viên trong nhóm đảm nhận một câu thơ trong bài hát nói về tính cách của họ. Bài hát sau đó được chỉnh sửa lại nhiều lần như "Joshi Kashimashi Monogatari 2" và "Joshi Kashimashi Monogatari 3", theo đó được đưa vào album thứ sáu và thứ bảy của họ theo trình tự riêng. Đĩa đơn này cũng tạo cho hai thành viên thuộc thế hệ thứ tư của nhóm là Nozomi Tsuji và Ai Kago tốt nghiệp trong tháng tám, hai thành viên này kết hợp với nhau thành nhóm đôi "W" sau đó.
Giữa năm 2004, Album xuất sắc nhất thứ hai của nhóm "Best! Morning Musume 2" được xuất bản và mang phong cách bài hát "Yah! Aishitai" như một "track" mới. Album mang chất điệu ấm áp hơn hẳn album thứ nhất của họ.
Thế hệ thứ bảy của nhóm được tuyển chọn từ khắp các thành phố tại Nhật Bản vào cuối năm 2004 với kết quả là tìm được sáu thí sinh lọt vào vòng chung kết. Lucky 7 là tên chương trình thử giọng ca của Tsunku, kỷ niệm 7 năm hoạt động của Morning Musume và 7 nơi tổ chức chương trình thử giọng ca mới khắp nước Nhật. Tuy nhiên trong 9 tháng 1 năm 2005, Tsunku làm ngạc nhiên mọi người với thông báo sẽ không có một ai trong chương trình thử giọng Lucky 7 được tuyển chọn vào nhóm Morning Musume, anh ta trong chờ vào kết quả khác trong năm này với hi vọng tìm ra một người xuất sắc. Đây là lần đầu tiên chương trình thử giọng kết thúc mà không có ai là thành viên mới của nhóm.
Trong tháng 11 năm 2004, Morning Musume xuất bản "Namida ga Tomaranai Hōkago", một bản ballad có sự góp mặt của Asami Konno, Sayumi Michishige và Rika Ishikawa phối hợp với các giọng ca dịu dàng như Miki Fujimoto và Ai Takahashi như là năm sự đổi mới.
Theo sau bản ballad là đĩa đơn "Morning Musume Early Single Box" được xuất bản. Đĩa là bộ 9 CD mang 8 đĩa đơn ban đầu của nhóm và một track thêm trên mỗi đĩa, như là một Karaoke CD của các bài hát nổi tiếng của nhóm trong những năm đầu.
Cuối cùng, vào cuối năm 2004, album hằng năm của nhóm được phát hành. Studio album thứ sáu của nhóm có tên là "Ai no Dai 6 Kan", có mặt trên các cửa hàng băng đĩa vào tháng 12. Album chứa ba đĩa đơn là "Roman ~My Dear Boy~", "Joshi Kashimashi Monogatari" và "Namida ga Tomaranai Hōkago". Đây là album cuối cùng có sự góp mặt của Ai Kago, Nozomi Tsuji, Kaori Iida, Mari Yaguchi và Rika Ishikawa.

### 2005
Vào 30 tháng 1 năm 2005, sau khi trưởng nhóm và là thành viên cuối Kaori Iida tốt nghiệp và tiếp tục sự nghiệp solo, Mari Yaguchi làm trưởng nhóm thay và Hitomi làm phó nhóm. Ca khúc cuối cùng của cô với nhóm là "The Manpower!!!" nói về năng lực của tổ tiên loài người và có nhạc nền là Tohoku Rakuten Golden Eagles. Mở đầu cho năm 2005 là "Musume Documet 2005" nói về các công đoạn sản xuất phía sau màn ảnh và các bước lịch sử của nhóm, ngoài ra còn có các bài phỏng vấn của nhóm.
Trong tháng 2 năm 2005, Tsunku bắt đầu một chương trình thứ giọng khác để tiềm kiếm thành viên mới cho nhóm thế hệ thứ bảy của nhóm Morning Musume. Ông nói rằng ông vẫn tiếp tục ý định tìm một người xuất sắc cho nhóm. Kết quả của chương trình thử giọng này là Koharu Kusume như là một người duy nhất được chọn vào nhóm cho thế hệ Morning Musume mới.
Vào 10 tháng 4 năm 2005, những bức ảnh chụp của Mari Yaguchi với Shun Oguri (được ghi trong mục chuyện vặt của tờ báo tạp chí công chúng số 15 vào thứ sáu hàng tuần). Trong 14 tháng 4 năm 2005, Yaguchi thông báo rằng cô rút lui khỏi nhóm Morning Musumevà sẽ tiếp tục với các hoạt động solo. Trong lời tuyên bố của mình trước công chúng, Yaguchi nói rằng với những scandal và các sự công khai chuyện riêng của mình cô không thể tiếp tục là hình ảnh thần tượng cho nhóm Morning Musume. Với sự ra đi một cách bất ngờ như vậy, cô đã không có một concert tốt nghiệp. Sau đó Hitomi Yoshizawa đảm nhận chức trưởng nhóm và Miki Fujimoto trở thành phó nhóm vào 15 tháng 7 năm 2005.
Chỉ vài ngày sau khi Yaguchi ra đi, vào 27 tháng 4 năm 2005, đĩa đơn thứ 26 của nhóm "Osaka Koi no Uta" đã được phát hành. Đĩa đơn cuối cùng có sự góp mặt của Yaguchi, tưởng chừng như khó có đủ thời gian để hoàn thành. Các bài hát là một phương ngữ vùng Osaka. Đĩa đơn này cũng có sự góp mặt của Rika Ishikawa, một thành viên đã tốt nghiệp vào ngày 7 tháng 5 năm 2005 để trở thành trưởng nhóm toàn thời gian của nhóm v-u-den.
Đĩa đơn thứ nhất của Kusumi với Morning Musume vào tháng năm "Iroppoi Jirettai", theo điệu Flamenco, đã thành công rực rỡ trong năm và bán được 20.000 bản. Một sự kiện bắt tay ở 3 thành phố được tổ chức để quảng bá cho đĩa đơn này.
Đĩa đơn cuối cùng trong năm 2005 của Morning Musume là "Chokkan 2 ~Nogashita Sakana wa Ookiizo!~, là một bản remake của album trước đó với bài hát nói về việc quan trọng khi sử dụng trực giác của bạn để nắm bắt những thứ tốt đẹp hơn là nắm bắt một cách sơ sài. "Koi wa Hassō Do The Hustle!" được dự định là bài hát chính của đĩa đơn này, nhưng với kết quả không tốt lần trước, nó chỉ trở thành bài hát phụ của đĩa đơn này.
Vào 31 tháng 12 năm 2005, các thành viên đã tốt nghiệp của Morning Musume là Mari Yaguchi, Kaori Iida, Natsumi Abe, Yuko Nakazawa, Ai Kago, Nozomi Tsuji, Rika Ishikawa, Maki Goto và Kei Yasuda đã kết hợp với các thành viên của của nhóm để hoàn thành một dấu ấn của nhóm là "Love Machine" trên bản sao năm 2005/2006 của "Kōhaku Uta Gassen". Đây là buổi biểu diễn đầu tiên có sự góp mặt của Yaguchi sau khi cô rời khỏi nhóm.

### 2006
Vào 16 tháng 1 năm 2006, Morning Musume thắng giải thưởng Kanagawa Image Up với sự công nhận của Hello! Project trong mục tiêu chống sự trụy lạc trong giới nghệ thuật. Yoshizawa, Fujimoto và Takahashi đại diện cho nhóm để nhận giải thưởng.
Trong tháng hai, nhóm xuất bản Studio album thứ bảy của nhóm "Rainbow 7". Album đã là album thứ nhất cho Kusumi và cuối cùng cho Konno và Ogawa. Album chứa các bài "The Manpower!!!", "Osaka Koi no Uta", "Iroppoi Jirettai", và "Chokkan 2 ~Nogashita Sakana wa Ookiizo!~" (trong một bản remix). Kaori Iida, Rika Ishikawa và Mari Yaguchi không được ghi nhận trong album mặc dù giọng ca của họ xuất hiện trong album. Ba ca khúc trong album được thực hiện bởi các nhóm nhỏ thuộc các thành viên của Morning Musume, và được ghi nhận trong album như là từng nhóm thành viên thay vì tất cả các thành viên trong nhóm.
Trong tháng 3 năm 2006, "Sexy Boy ~Soyokaze ni Yoriotte~" đã được xuất bản. Nó chứa đựng các điệu nhảy đơn giản và phong cách parapara. Album này đã thành công một cách xuất sắc.
Vào 28 tháng 4 năm 2006, Tsunku đã thông báo trên website của chương trình về thành viên của thế hệ thứ năm, Asami Konno và Makoto Ogawa sẽ tốt nghiệp. Konno tốt nghiệp vào 23 tháng 7 năm 2006 để vào trường đại học và Ogawa tốt nghiệp vào 27 tháng 8 năm 2006 để học tiếng Anh nước ngoài. Cả hai rời Morning Musume nhưng chỉ Konno rời khỏi Hello! Project hoàn toàn. Ogawa dự định trở lại sau khi hoàn tất việc học của cô ấy, và vẫn là ca sĩ solo thuộc chương trình Hello! Project trên website của chương trình. Tuy nhiên, như năm 2007, Konno trở lại Hello! Project và kết nạp vào nhóm mới là Ongaku Gatas, tạo nên một tiền đề về một cô gái đã rời khỏi Hello! Project nhưng lại quay về với chương trình một cách chắc chắn. Cô sẽ tiếp tục là thành viên của chương trình và Ongaku Gatas trong khi học đại học.
Đĩa đơn cuối cùng của Konno và Ogawa là "Ambitious! Yashinteki de Ii Jan", một lần nữa mang phong cách parapara với giai điệu rock ‘n’ roll. Đây là đĩa đơn thứ 30 của nhóm và giới hạn trong sự pha trộn của các bài hát củ của nhóm trong một track 13 phút với lần in đầu tiên.
Trong giữa năm 2006, nhóm biểu diễn trên chương trình nhạc kịch mang tên "Ribbon no Kishi". Ai Takahashi nắm vai trò chính, thứ hai là các thành viên khác. Đã có một phần trình bày về cảm xúc của Makoto Ogawa khi cô tốt nghiệp trong buổi biểu diễn. Chương trình hòa nhạc Wonderful Hearts 2006 đã dự định ban đầu là dành cho lễ tốt nghiệp của Konno, mặt dù Ogawa mặc một bộ trang phục đặc biệt để đọc diễn văn. Đã có một phút quyết định về việc này trước buổi trình diễn khi các fan chưa biết gì. Sau buổi biểu diễn, một album với các ca khúc được tuyển chọn đã xuất bản là "Ribbon no Kishi The Musical Song Selection".
Cũng vậy vào giữa năm 2006, thế hệ thứ tám của Morning Musume được tuyển chọn từ chương trình thử giọng đã được thông báo bởi Tsunku, được gọi là "Morning Musume Happy 8 Audition". Chương trình thử giọng vào 27 tháng 8 năm 2006 và kết thúc ở Tokyo vào 22 tháng 10 năm 2006. Vào ngày 10 tháng 12 năm 2006, Hello! Morning thông báo chỉ có một thành viên mới là Aika Mitsui.
Đĩa đơn cuối cùng của năm 2006 là "Aruiteru" đã tạo một cú hít to lớn. Đĩa đã đứng hạng nhất sau ba năm rưỡi kế từ ca khúc "As for One Day". Lời nhạc của ca khúc đã làm cho bài hát thành công, với lời nhạc: "walking, you're not alone because everyone's here with you, praying for peace." Nó đã là một câu từ mẫu quảng cáo của nhóm từng xuất bản. Nhóm của Tsunku, Sharan Q, cũng làm một phiên bản rock cho ca khúc này.
Mini-album thứ nhất của nhóm là "7.5 Fuyu Fuyu Morning Musume Mini!" đã xuất bản trong tháng 12. Album có 5 bài được trình bày solo hay từng nhóm nhỏ của Morning Musume, cũng có luôn cả bài "Aruiteru".

### 2007
Trong đầu năm 2007, Morning Musume Tanjō 10 Nen Kinentai (モーニング娘。誕生10年記念隊), một nhóm gồm có Kaori Iida, Natsumu Abe, Maki Goto, Risa Niigaki và Koharu Kusumi đã được thành lập nhằm kỷ niệm 10 năm thành lập Morning Musume. Họ xuất bản một đĩa đơn kỉ niệm là "Bokura ga Ikiru My Asia" (僕らが生きる My Asia). Các thành viên được chọn tượng trưng cho sự bắt đầu một nhóm với 5 thành viên trong độ tuổi từ 13-24. Theo đó, mỗi thành viên từ một thế hệ đơn lẻ (Kaori Iida và Natsumi Abe từ thế hệ thứ nhất, Maki Goto từ thế hệ thứ ba, Risa Niigaki từ thế hệ thứ năm, và Koharu Kusumi từ thế hệ thứ bảy).
Vào ngày 2 tháng 1 năm 2007, một thông báo được đưa ra trong thời gian của chuyến lưu diễn mùa đông 2007 của Hello! Project: Nhóm trưởng của Morning Musume, Hitomi Yoshizawa sẽ tốt nghiệp vào ngày 6 tháng 5 năm 2007 - ngày cuối cùng của chuyến lưu diễn mùa xuân 2007 của Morning Musume. Chuyến lưu diễn tên là Saitama Super Arena, tại quê hương của Yoshizawa thuộc thành phố Saitama.
Trong tháng hai, đĩa đơn thứ nhất của hệ thứ tám với thành viên Aika Mitsui đã được xuất bản, "Egao Yes Nude". Đây là lần đầu tiên các đoạn video giới thiệu đĩa của nhóm được xuất hiện trên Dohhh! Up (một chuỗi website của chương trình Hello! Project). Đĩa đơn lần này của nhóm có số lượng bán ra tương đương với Aruiteru của đĩa đơn trước nhưng chỉ đưng ở vị trí thứ tư trong bảng xếp hạng. Các ca khúc mang hình ảnh tân thời, cảm giác khiêu vũ và có âm hưởng sâu đậm của các ca khúc trước đó của Morning Musume, đáng chú ý là Summer Night Town.
Vào ngày 11 tháng 3 năm 2007, trong chương trình TV show hàng tuần Hello! Morning đạo diễn bởi Tsunku đã phát biểu một thông báo quan trọng vào giữa chương trình. Vài ngày sau, vào 15 tháng 5, ông cho biết hai thành viên mới sẽ được thêm vào thế hệ thứ tám của nhóm là Li Chun và Qian Lin người Trung Quốc, hai thành viên mới này được thêm vào nhóm như là sự thay đổi học viên. Tsunku cho rằng hai thành viên sẽ là một chìa khóa quan trong cho kế hoạch của nhóm để mở rộng ảnh hưởng trong châu Á. Họ ra mắt vào ngày 6 tháng 5 tại tour diễn Saitama Super Arena, trong thời gian của buổi diễn của lễ tốt nghiệp của trưởng nhóm Yoshizawa. Đây là sự kiện đáng chú ý cho nhóm khi lần đầu tiên thành viên mới của nhóm không phải là dân bản xứ.
Vào 21 tháng 3 năm 2007, studio album thứ tám của nhóm "Sexy 8 Beat" đã phát hành. Nó là album đầu tiên của Aika Mitsui và là album cuối cùng của Hitomi Yoshizawa và Miki Fujimoto. Album có các bài như "Aruiteru", "Egao Yes Nude", "Sexy Boy ~Soyokaze ni Yorisotte~", và "Ambitious! Yashinteki de Ii Jan".
Trong tháng tư sau đó, Morning Musume xuất bản đĩa đơn thứ 33 của họ, Kanashimi Twilight. Phong cách của đĩa đơn này là một sự chuyển hướng lớn từ hầu hết mọi thứ của Morning musume đã xuất bản trước đó, thể hiện các âm sắc lớn với chất liệu rock và lời nhạc sôi động từ Shabondama.
Với thành công của Kanashimi Twilight, vào ngày 1 tháng 5 năm 2007 Morning Musume trở thành nhóm nữ có số đĩa đơn bán chạy nhất với 11.085.000 bản – thành tích thứ năm của họ trên bảng xếp hạng Oricon. Kỷ lục trước đó được ghi nhận bởi Pink Lady là 11.037.000 bản đã được bán ra.
Vào ngày 6 tháng 5 năm 2007, Hitomi Yoshizawa tốt nghiệp. Miki Fujimoto giữ chức trưởng nhóm và Ai Takahashi thay thế Fujimoto như là một phó nhóm.
Như ngày 1 tháng 6 năm 2007, Miki Fujimoto rút lui khỏi Morning Musume vì góc tin vặt từ cuốn tạp chí thứ sáu hàng tuần đăng tin mô tà mối quan hệ của Fujimoto và nhà soạn kịch Tomoharu Shoji. Lần này Ai Takahashi thay thế Fujimoto như là trưởng nhóm (một vị trí được nắm giữ chỉ trong thời gian ngắn trong lịch sử ban nhạc – 26 ngày), Risa Niigaki trở thành nhóm phó.
Đĩa đơn thứ 34 của Morning Musume, "Onna ni Sachi Are", được xuất bản vào ngày 25 tháng 7 năm 2007. Đĩa đơn với sự xuất hiện đầu tiên của thế hệ thứ tám Li Chun và Qian Lin. Đĩa đơn đạt hạng hai trên bảng xếp hạng các đĩa đơn hàng tuần của Oricin và bán được 43.364 bản.
Vào 26 tháng 10 năm 2007, Ai Takahashi, Risa Niigaki và Koharu Kusumi lưu diễn tại Hàn Quốc để quản bá các đĩa đơn và album của nhóm "Morning Musume All Singles Complete ~10th Anniversary~" được phát hành vào 24 tháng 10 năm 2007. Theo đó Takahashi and Niigaki xuất hiện như khách mời đặc biệt trong chương trình "Maybee's Turn Up the Volume" (메이비의 볼륨을 높여요) thuộc đài phát thanh Hàn Quốc.
Vào 21 tháng 11 năm 2007, sự xuất bản của đĩa đơn thứ 35 của nhóm Morning Musume, Mikan (みかん). Số lượng bán ra ban đầu rất ít ỏi và trở thành đĩa đơn có số lượng bán thấp nhất của nhóm, thấp hơn cả số lượng của "Ai no Tane" trước đó bán được 50.000 bản, cả hai được ghi nhận trong tuần phát hành đầu tiên. Kết quả là Mikan bi tuột xuống hạng 5 trên bảng xếp hạng của Oricon, phá vỡ các thành tích đạt được trước đó.
Vào 31 tháng 12 năm 2007, Morning Musume trình diễn trong "58th NHK Kōhaku Uta Gassen" với một bản remix của ca khúc của họ "Love Machine" với các nhóm °C-ute và Berryz Kobo. Tương tự với các mùa Kōhaku trước (đội hình theo banner trang trí có hai màu đỏ và trắng), các cô gái thuộc đội đỏ thua cuộc trước đội trắng (nam) sau khi đạt được sự bỏ phiếu từ người xem và các bình luận viên.

### 2008
"Resonant Blue" Đĩa đơn thứ 36 của Morning Musume được thông báo sẽ xuất bản vào ngày 5 tháng 3 năm 2008 nhưng bị trì hoãn cho đến 16 tháng 4 năm 2008 theo lịch trình các tour diễn vào mùa đông và mùa xuân. Ai Takahashi, Eri Kamei, Sayumi Michishige, Reina Tanaka tham gia vào chương trình ca nhạc "Ojigi 30 Degrees" tại nhà hát Shinjuku Nhật Bản từ 26 tháng 2 đến 2 tháng 3 năm 2008.
Nhóm cũng có lịch trình biểu diễn tại phòng triển lãm Taipei Nankang Đài Loan vào 24 tháng 5 năm 2008. Đây là lần đầu tiên nhóm biểu diễn một buổi hòa nhạc bên ngoài nước Nhật.
Vào cuối năm 2008, Morning Musume với đầy đủ thành viên trình diễn buổi nhạc kịch Cinderella tại nhà hát Takarazuka. Cùng với "Ribbon no Kishi" trước đó, lần biểu diễn này đã qui tụ một lượng lớn diễn viên từ Takarazuka cùng tham gia. Ngoài ra 33 tiết mục khác của nhóm cũng được tổ chức từ 6 đến 25 tháng 8 năm 2008.
Vào ngày 5 tháng 4 năm 2008, Aika Mitsui từ Morning Musume phàn nàn về chứng đau bao tử của mình sau buổi biểu diễn tại tòa đại sảnh "Hachiōji Citizen Hall". Sau khi được bác sĩ chẩn đoán, cô bị viêm ruột thừa và phải nghỉ dưỡng khoảng 2 tuần. Mitsui đã quyết định không tham gia biểu diễn với nhóm trong 12 và 13 tháng 4 vì điều kiện sức khỏe của mình.
Ca khúc Resonant Blue (リゾナント ブルー) đã được thu âm và phát hành vào 16 tháng 4 năm 2008 sau khi bị trì hoãn do điều kiện sức khỏe của các thành viên. Đĩa đơn này đã đứng hạng 2 trong bảng xếp hạng hàng tuần Oricon giúp Morning Musume thu hồi lại lợi nhuận cho đĩa đơn Mikan trước đó đã không bán chạy. 48086 đĩa đã được bán ra ngay trong tuần đầu tiên, nhiều hơn 20004 bản so với Mikan trước đó và hơn 5000 bản so với đĩa đơn "Onna ni Sachi Are".
Từ 6 đến 25 tháng 4 năm 2008 Morning Musume đã trình diễn với tất cả các thành viên từ đoàn múa nhạc kịch Takarazuka trong vở "Rodgers" và "Cinderella" của Hammerstein. Ai Takahashi diễn vai chính Cô bé lọ lem với Risa Niigaki diễn vai hoàng tử, Eri Kamei và Reina Tanaka thì thủ vai hai chị em ghẻ trong "Cinderella". Các thành viên còn lại phụ trách các vai diễn như tiên nữ hoặc lính canh.
Đĩa đơn tiếp theo Pepper Keibu (ペッパー警部) phát hành vào 24 tháng 9 năm 2008. Không giống với các đĩa đơn trước đó (ngoại trừ Morning Musume no Hyokkori Hyōtanjima), Pepper Keibu là bản cover của ca khúc Pink Lady năm 1976. Đến 28 tháng 9 năm 2008, đĩa đơn này đã bán được 38596 bản và đứng thứ 3 trong bảng xếp hạng hàng tuần Oricon.
Một chương trình ngắn trên TV của Hello! Project là Yorosen! (よろセン!) đã bắt đầu cho sự thay thế chương trình Berikyū! và Haromoni@ với mỗi tập khoản 7 phút. Chương trình bắt đầu vào 6 tháng 10 năm 2008 quy tụ các nhóm như Morning Musume, BerryzI Kobo, C-ute.
Trong năm 2008, không có sự thay đổi nào trong đội hình Morning Musume.

### 2009
Nhóm Morning Musume phát hành đĩa đơn thứ 38 vào 18 tháng 2 năm 2009, là đĩa đơn đầu tiên trong năm với tiêu đề Naichau Kamo (泣いちゃうかも). Tiêu đề này được chuyển sang tiếng Anh là "I Might Cry". I Might Cry xuất bản với hai phiên bản A và B được phát hành trên một đĩa DVD. Vào 18 tháng 3 nhóm cho ra một studio album thứ 9 của nhóm với tên là Platinum 9 Disc (プラチナ 9 DISC).

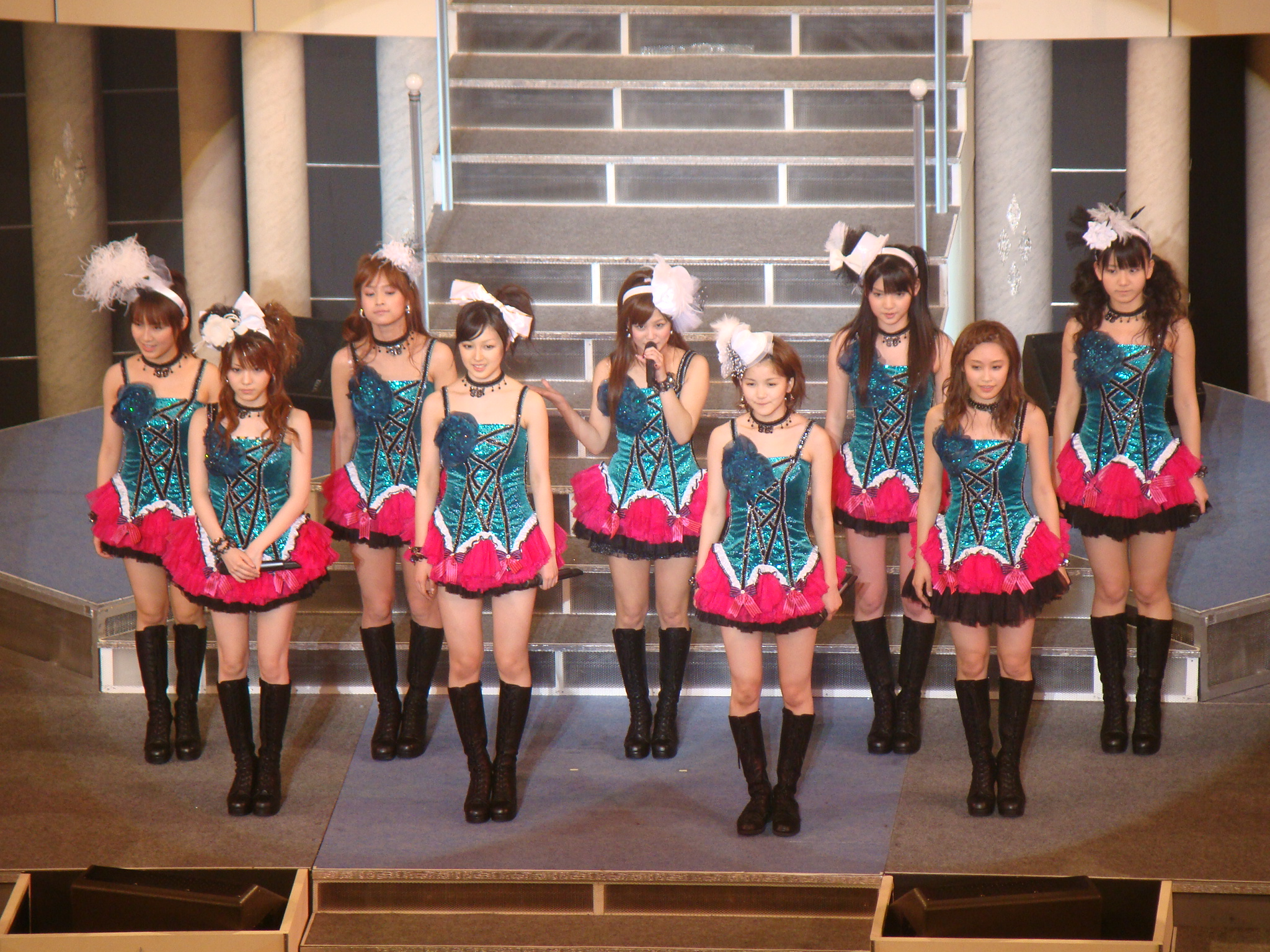
Platinum 9 Tour Mùa xuân 2009

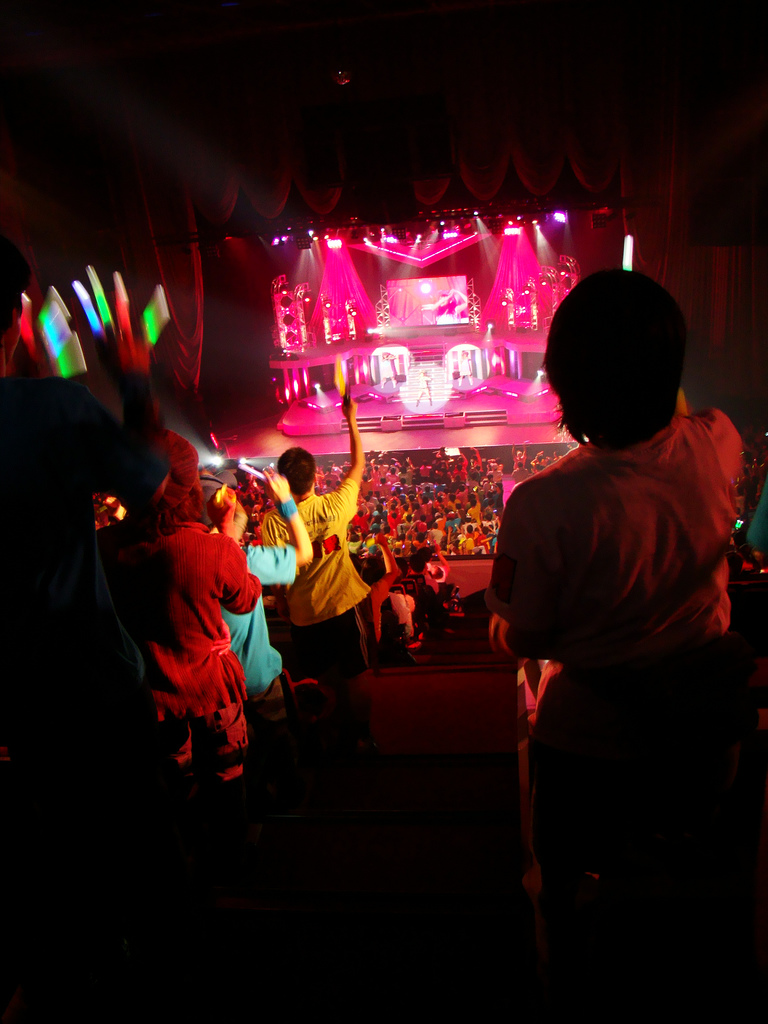
Platinum 9 Tour Mùa xuân 2009 (Nhìn từ hàng ghế khán giả)

Trong tháng 3 năm 2009, tất cã các đĩa đơn và album từ cũ nhất đến mới nhất được phát hành thông qua trang web JpanFiles.com tại các nước như Mỹ, Canada, México dưới định dạng MP3. Bắt đầu với album "Naichau Kamo" cùng với sự phát hành của album Platinum 9 Disc vào 18 tháng 3 năm 2009 tại Nhật và Mỹ. Japanfiles hy vọng sẽ bán được thêm các CD và các sản phẩm khác của Morning Musume trong năm 2009.
Morning Musume lập lịch trình mới cho việc phát hành đĩa đơn thứ 39 là "Shōganai Yume Oibito" vào 13 tháng 5 năm 2009. Đĩa đơn tiếp theo này của nhóm đã đạt vị trí thứ nhất trên bảng xếp hạng hàng tuần Oricon sau 3 năm kể từ đĩa đơn "Aruiteru" của nhóm. Đĩa đơn "Shōganai Yume Oibito" có sự góp mặt của các thành viên thế hệ thứ 8 của Morning Musume là Aika Mitsui, Junjun, và Linlin.
Theo sau thành công của Shōganai Yume Oibito, nhóm lên kế hoạch xuất bản đĩa đơn thứ 40 của nhóm mang tên "Nanchatte Renai" vào 12 tháng 8. Đây là đĩa đơn thứ ba của nhóm trong năm 2009. Cùng thời điểm ra đĩa đơn thứ 40 này, hoạt động kỷ niệm lần thứ 40 của nhóm được thực hiện với việc phát hành 2 đĩa DVD với các phần trình diễn mới của nhóm xoay quanh nội dung bài hát "Nanchatte Renai". Lễ kỷ niệm cho nhóm được thể hiện đặc biệt qua 2 phong cách trình diễn khác nhau, một theo phong cách thông thường và một theo phong cách mới. Với lối diễn mới mang phong cách rất khác biệt của nhóm kể từ đĩa đơn thứ 4 "Memory Seishun no Hikari" vào năm 1999. Nanchatte Renai đứng thứ 2 trên bảng xếp hạng Oricon tại Nhật với số lượng bán ra là 68201 bản. Ca khúc Nanchatte Renai đã đánh dấu một sự mới mẻ kể từ ca khúc Iroppi Jirettai phát hành vào năm 2005.
Với thành công từ đĩa đơn Nanchatte Renai, Morning Musume tiếp tục phát hành đĩa đơn thứ 41 của họ mang tên Kimagure Princess vào 28 tháng 10 năm 2009. Bài hát mới của họ Kimagure Princess có bốn phiên bản là thông thường, giới hạn A, B, và C. Phiên bản thông thường có bìa là bức ảnh của nhóm, phiên bản giới hạn có 10 ảnh bìa khác nhau. Ảnh bìa cho đĩa đơn của họ lần này được phổng theo phong cách từ đĩa đơn "Ambitious! Yashinteki de Ii Jan" là đĩa có tới 10 bản phiên bản khác nhau.
Với tuyên bố được đưa ra sau buổi trình diễn tại buổi hòa nhạc mang tên "Morning Musume's Fall Concert Tour 2009 ~Nine Smile~". Thành viên thế hệ thứ 7 của nhóm là Koharu Kusumi sẽ tốt nghiệp từ Hello! Project vào ngày 6 tháng 12 và rời khỏi nhóm. Kusumi có kế hoạch sau khi tốt nghiệp sẽ trở thành người mẫu.
Lần tốt nghiệp của Kusumi sẽ kết thúc một đội hình tồn tại lâu nhất của Morning Musume.

### 2010
Nhóm phát hành đĩa đơn thứ 42 của họ với tựa đề "Onna ga Medatte Naze Ikenai" vào ngày 10 tháng 2 năm 2010. Đĩa đơn này đã phát hành với 4 ấn bản là: bản chuẩn thông thường, bản giới hạn A, B, và C. Với 8 thành viên tham gia, đĩa đơn này sau khi thành viên Koharu Kusumi tốt nghiệp. Theo đó, album thứ 10 của họ mang tên "10 My Me" cũng được phát hành vào 17 tháng 3. Đĩa đơn tiếp theo của nhóm, thứ 43, mang tên "Seishun Collection" được phát hành vào ngày 9 tháng 6.

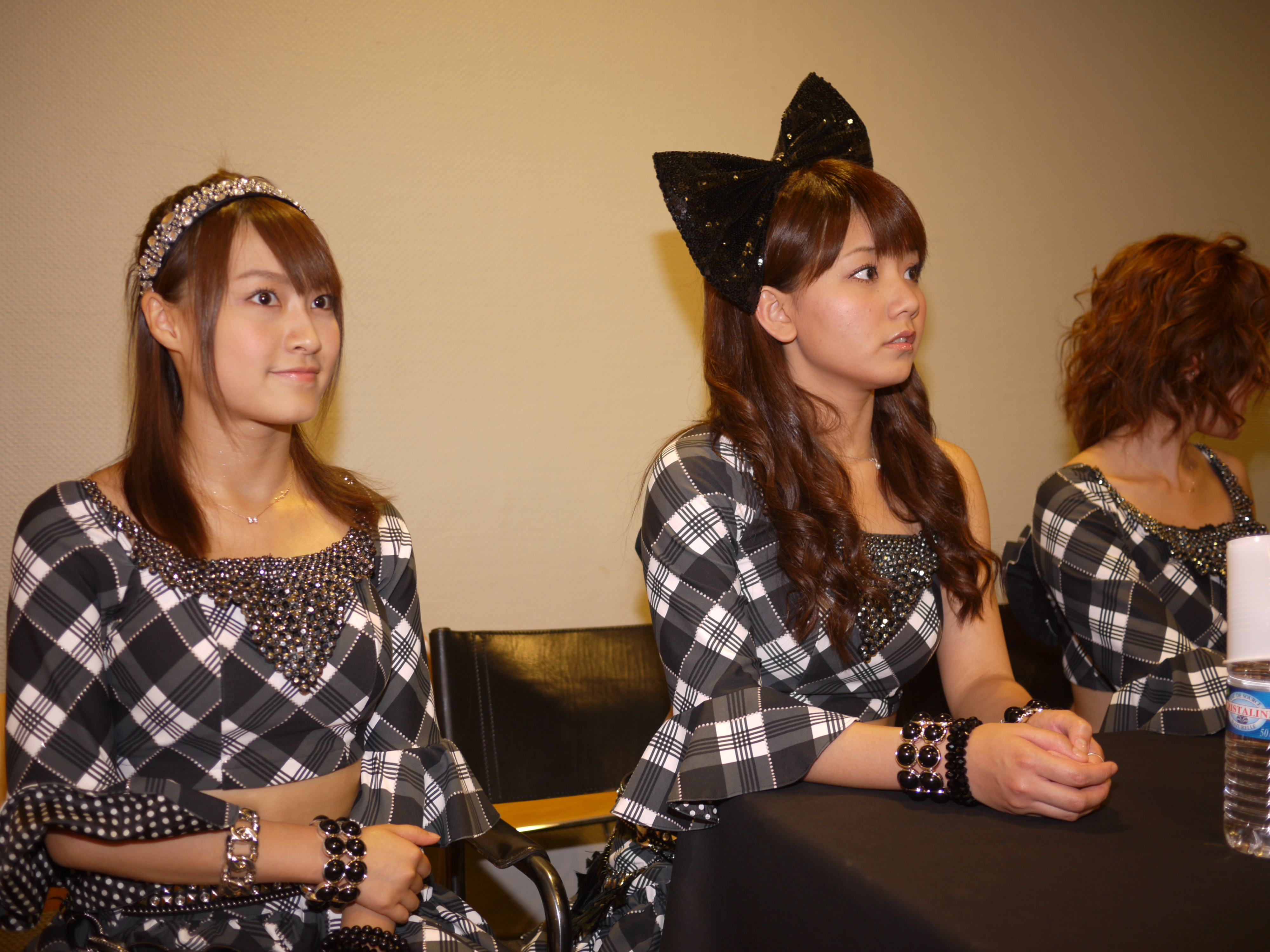
Morning Musume trong buổi lễ Japan Expo 2010. Từ trái sang phải: Linlin, Junjun

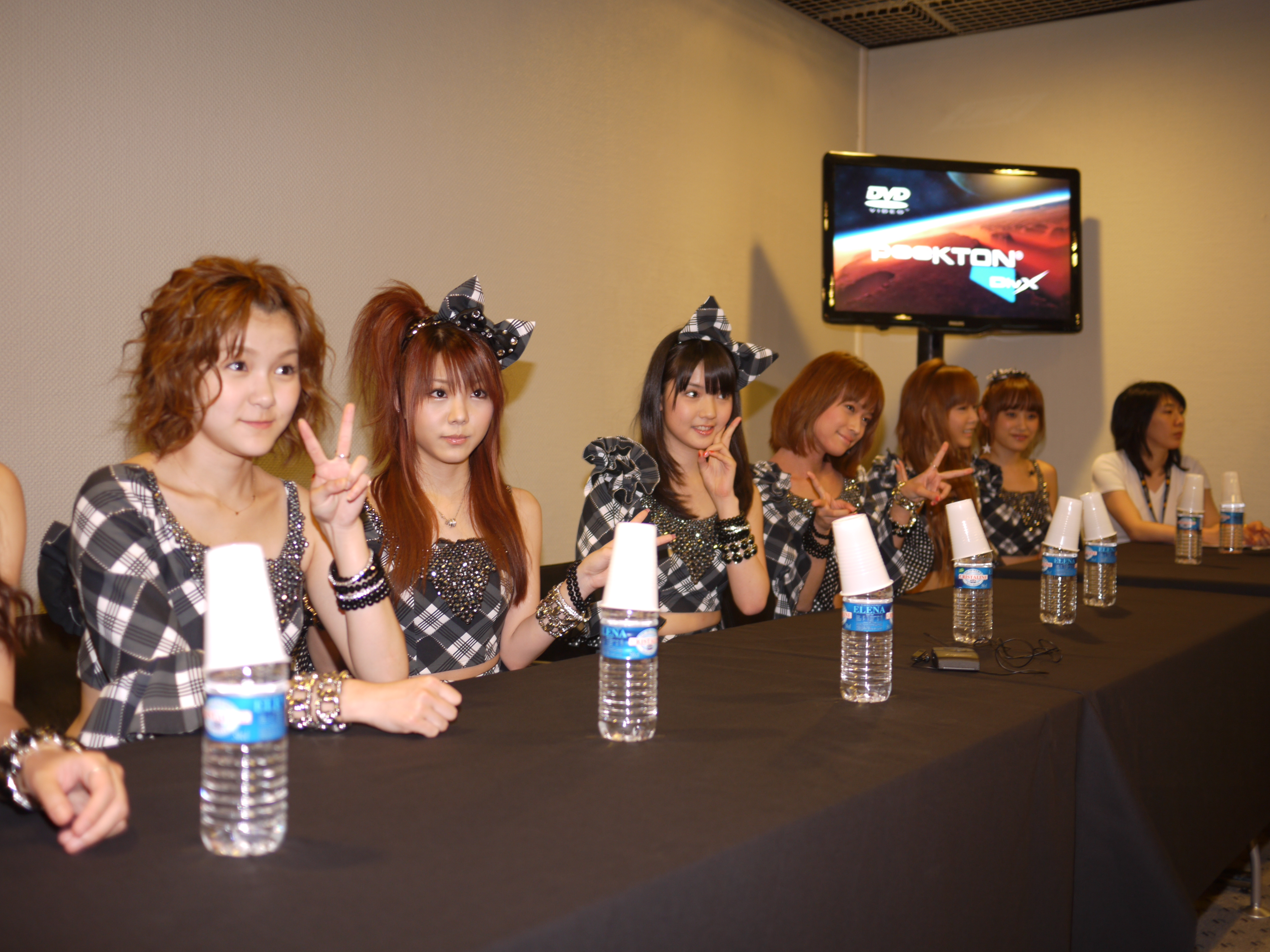
Morning Musume trong buổi lễ Japan Expo 2010. Từ trái sang phải: Aika Mitsui, Reina Tanaka, Sayumi Michishige, Eri Kamei, Risa Niigaki, Ai Takahashi

Vào ngày 8 tháng 8, Tsunku thông báo thành viên thế hệ thứ sáu Eri Kamei và 2 thành viên thuộc thế hệ thứ tám Junjun và Linlin của nhóm sẽ chính thức tốt nghiệp từ Morning Musume vào cuối tour diễn của mùa thu năm 2010. Theo đó thành viên mới cho thế hệ thứ chín sẽ được tuyển vào nhóm trong năm. Bộ 3 rời khỏi nhóm trên sẽ làm nhóm chỉ còn 5 thành viên. Kamei đã bộc lộ rằng cô bị chứ viêm da dị ứng, và 2 thành viên còn lại với lý do phải trở về Trung Quốc để tiếp tục sự nghiệp của mình. Thông tin này cũng được phát chính thức lên các phương tiên thông tin của ban nhạc. Để tuyển thêm thành viên mới cho nhóm nhạc, điều kiện tuyển chọn đã được đặc ra với các thí sinh là phải từ 10 đến 17 tuổi. Đợt dự tuyển lần này đã có đến hơn 9000 người tham dự.
Đĩa đơn thứ 44 mang tên "Onna to Otoko no Luullaby Game" đã được phát hành vào 24 tháng 11 và album thứ 11 mang tên "Fantasy! Jūichi" được phát hành vào ngày 1 tháng 12 với sự tham gia lần cuối của Kamei, Junjun và Linlin. Album của nhóm chỉ có 2 ca khúc. Vào 15 tháng 12, ngày cuối cùng của tour diễn mùa thu, Eri Kamei, Junjun và Linlin chính thức tốt nghiệp khỏi nhóm và chương trình Hello! Project. Lúc này nhóm chỉ còn 5 thành viên, đây là đội hình nhỏ nhất của Morning Musume từ năm 1998.
Trong năm 2010, đã có thông báo về việc thành lập nhóm nhạc mới từ Hello! Project mang tên "Dream Morning Musume" với các thành viên cũ từ Morning Musume là: Yuko Nakazawa, Kaori Iida, Natsumi Abe, Kei Yasuda, Mari Yaguchi, Rika Ishikawa, Hitomi Yoshizawa, Makoto Ogawa, Miki Fujimoto, Koharu Kusumi. Album đầu tiên của nhóm với tựa đề "DoriMusu 1" chứa 2 ca khúc mới mang phong thái của các ca khúc trước đó của Morning Musume.

### 2011
Bốn thành viên mới thuộc thế hệ thứ chín đã chính thức làm lễ tham gia vào chương trình Hello! Project trong buổi hòa nhạc Kangei Shinsen Matsuri vào ngày 2 tháng 1 năm 2011 là: Riho Sayashi, Kanon Suzuki, Erina Ikuta và Mizuki Fukumura. Trong đó 3 người thắng cuộc tuyển chọn là Riho Sayashi, Kanon Suzuki và Erina Ikuta đã được thông báo trước bởi Tsunku. Sau đó Tsunku cũng thông báo kết nạp thêm thành viên Mizuki Fukumura từ ban nhạc H!P Egg. Bốn thành viên mới sẽ gia nhập vào ban nhạc Morning Musume. Hai thành viên Riho Sayashi và Kanon Suzuki chỉ mới 12 tuổi lúc gia nhập nhóm.
Vào 9 tháng 1 năm 2011, trưởng nhóm Ai Takahashi sẽ chính thức tốt nghiệp từ Morning Musume và Hello! Project trong buổi lễ hòa nhạc mùa thu năm 2011. Thông tin này được xác nhận bởi Tsunku sau cuộc thi tuyển chọn các thành viên mới cho nhóm. Sau khi Takahashi tốt nghiệp, Risa Niigaki sẽ chính thức làm trưởng nhóm. Takahashi cũng sẽ tiếp tục sự nghiệp ca hát của mình sau đó. Risa Niigaki với cương vị trưởng nhóm sẽ trở thành thành viên lâu năm nhất của nhóm. Cả hai Takahashi và Niigaki đã là thành viên của nhóm hơn 10 năm.
Vào 27 tháng 1 năm 2011, các thành viên thuộc thế hệ thứ chín là Mizuki Fukumura, Erina Ikuta, Kanon Suzuki và Riho Sayashi sẽ chính thức chụp ảnh với nhóm Morning Musume.
Vào 3 tháng 3 năm 2011, ca khúc thứ 45 của nhóm là Maji Desu ka Ska! đã chính thức được thông báo. Ca khúc có sự tham gia của các thành viên thuộc thế hệ thứ 9 của nhóm Morning Musume được phát hành vào 23 tháng 3 năm 2011. Tuy nhiên với thảm họa động đất Tsunami tại Nhật Bản, ca khúc phải dời ngày phát hành đến tận 6 tháng 6 năm 2011. Ca khúc mới đã đạt hạng 5 trên bảng xếp hạng Oricon hàng tuần.
Vào 15 tháng 6 năm 2011, ca khúc thứ 46 của nhóm mang tên "Only You" được phát hành. Trong mùa hè năm 2011, nhóm Morning Musume sẽ tổ chức chương trình lưu diễn dành cho các fan của mình tại Hawaii từ ngày 20 -26 tháng 7. Đây là lần đầu tiên các thành viên thuộc thế hệ thứ 9 của nhóm sẽ trình diễn tại nước ngoài đại diên cho nhóm Morning Musume.
Vào 13 tháng tư, Morning Musume dành 1 giờ hàng tuần để tham gia chương trình UstreaMusume. Từ chương trình này, các fan của nhóm sẽ gửi thắc mắc và yêu cầu của họ đến nhóm thông qua email được cung cấp trên website của nhóm.
Vào 8 tháng năm, thế hệ thứ 10 của nhóm Morning Musume được bắt đầu tổ chức tuyển chọn thành viên mới cho đến 13 tháng 6. Hai thành viên mới được tuyển chọn lần này để thêm vào nhóm với sự ra đi của Takahashi sau khi cô tốt nghiệp.
Vào 14 tháng 9, Morning Musume sẽ phát hành đĩa đơn thứ 47 của họ. Ai Takahashi sẽ là trưởng nhóm và xuất hiện trong đĩa đơn này như lần cuối cùng cô hoạt động trong nhóm. Với sự nghiệp lâu năm của mình tại Hello! Project trong nhóm Morning Musume, Ai Takahashi được dành cho một lễ kỷ niệm đặc biệt cho cô trong đĩa đơn thứ 47 của nhóm. Theo đó đây cũng là lần đầu tiên Morning Musume phát hành đĩa đơn kép (Doulbe A side single) cho mục đích phát hành ca khúc mới và tổ chức lễ kỷ niệm. Đĩa đơn thứ 47 sẽ có 5 phiên bản, phiên bản thông thường, giới hạn A, giới hạn B, giới hạn C và giới hạn D. Ngoài ra, phiên bản giới hạn B sẽ được dành riêng cho Ai Takahashi trình diễn solo. Đây cũng là lần đầu tiên Morning Musume phát hành một đĩa đơn có sự trình diễn riêng biệt của một thành viên trong nhóm. Đĩa đơn lần này của Morning Musume bao gồm các ca khúc sau: Kono Chikyuu no Heiwa o Honki de Negatterun da yo! / Kare to Issho ni Omise ga Shitai như là phiên bản A dạng kép và Takahashi trình diễn riêng biệt với ca khúc Jishin Motte Yume Motte Tobitatsu Kara trong phiên bản B.
Tour diễn mùa thu của Morning Musume được tiết lộ mang tên "Ai Believe." Thông tin cũng được tiết lộ rằng Ai Takahashi sẽ tốt nghiệp vào ngày cuối cùng của tour diễn vào 30 tháng 9 tại Nippon Budokan.
Vào 29 tháng 9, ngày cuối cùng thứ hai của tour diễn mùa thu và trước ngày tốt nghiệp của Ai Takahashi, Tsunku thông báo bốn thành viên mới được tuyển chọn cho thế hệ thứ 10 của Morning Musume là Haruna Iikubo, Ayumi Ishida, Masaki Sato, và Kudō Haruka. Morning Musume sẽ có tất cả 12 thành viên ngoại trừ Ai Takahashi. Với đội hình này, Morning musume sẽ có nhiều thành viên nhất kể từ cuối năm 2004 đầu năm 2005 trước Iida Kaori tốt nghiệp. Vào 30 tháng 9, Takahashi tốt nghiệp và trao vị trí lãnh đạo của Morning Musume và Hello! Project cho Risa Niigaki.
Morning Musume đã chính thức thông báo đĩa đơn thứ 48 của họ mang tên Pyoko Pyoko Ultra, đây là đĩa đơn đầu tiên của các thành viên thế hệ thứ 10 với Niigaki Risa là trưởng nhóm. Ngày phát hành đĩa đơn là 25 tháng 1 năm 2012.

### 2012
Vào ngày 2 tháng 1, có thông báo rằng Risa Niigaki sẽ tốt nghiệp từ Morning Musume và Hello! Project trong ngày cuối cùng của chương trình biểu diễn mùa xuân là 18 tháng 5 tại Nippon Budokan. Chương trình biểu diễn mùa xuân sẽ được bắt đầu vào 19 tháng 3. Người kế nhiệm Niigaki chưa được thông báo, nhưng Sayumi Michishige đã thể hiện nguyện vọng của mình trở thành trưởng nhóm trong nhiệm kỳ tới.
Đĩa đơn thứ 49 được phát hành với tên "Ren'ai Hunter" vào 11 tháng 4 năm 2012. Đây là đĩa đơn cuối cùng có sự tham gia của Risa Niigaki trong Morning Musume. Đĩa đơn thứ 49 có các phiên bản A, B, C và bản có nhiều sửa đổi C. Ngoài ra đĩa đơn còn có một bài hát dành riêng cho Risa chỉ có cô trình diễn mang tên Egao No Namida, bài hát này được Matsuura Aya trình bày trước đó.
Đĩa đơn Ren'ai Hunter nhanh chóng lọt vào top 10 Oricon qua cuộc bình chọn hàng tuần. Lần nầy nhóm đã phá vở kỹ lục trước đó lọt vào top 10 nhiều nhất của Ayumi Hamasaki, với 49 lần.
Ngày 04 tháng 5, Aika Mitsui tuyên bố rằng cô sẽ tốt nghiệp Morning Musume, do vết gãy chưa lành ở bàn chân trái của cô. Cô tốt nghiệp cùng với Niigaki tại Nippon Budokan vào ngày 18 tháng 5. Michishige Sayumi được tuyên bố là lãnh đạo mới của nhóm tại buổi hòa nhạc, cùng với việc công bố thử giọng của các thế hệ 11 'Suppin Utahime'.
Ngày 04 tháng 7, đĩa đơn thứ 50 của Morning Musume, "'One Two Three / The Matenrou Show" đã được phát hành, và bán được 56.139 bản trong ngày đầu tiên đứng hạng thứ 2 các đĩa bán chạy. Doanh thu trong ngày đầu tiên đã vượt qua doanh thu tuần đầu tiên của tất cả các single kể từ Iroppoi Jirettai vào năm 2005. Đĩa đơn phát hành với 7 phiên bản: Thông thường, Limited A và Limited B (thế hệ thứ 6), Limited C và D (thế hệ 9) và E Limited và F Limited (có tính năng thế hệ thứ 10). Phiên bản A Limited, B, C, D, E và F có bài hát với các thế hệ tương ứng.
One Two Three/The Matenrou đứng thứ 3 trong bảng xếp hạng hàng tuần, bán được hơn 100.000 bản trong tuần đầu tiên, do đó trở thành đĩa đơn đầu tiên của nhóm kể từ khi Koko ni Iruzee! (phát hành năm 2003) bán được hơn 100.000 đơn vị trong tuần đầu tiên, cũng như đĩa đơn đầu tiên kể từ Ai Araba All Right (2004) bán được hơn 100.000 đơn vị tổng số và nhận được chứng nhận vàng. Morning Musume trở thành nhóm giữ 50 lần đứng top ten duy nhất, phá vỡ kỷ lục trước đây của họ của 49 đĩa đơn và trở thành nhóm ca sĩ đầu tiên làm được như vậy.
Album thứ 13 của Morning Musume với 13 nhân vật đầy màu sắc đã được phát hành vào ngày 12 tháng 9.
Ngày 14 Tháng Chín năm 2012, người quản lý dự án Tsunku công bố người chiến thắng cuộc thi tuyển giọng hát mới lần thứ 11 "Morning Musume 11th Generation Suppin Utahime Auditions" trong năm 2012. Sakura Oda được chọn từ 7.000 ứng viên và là người duy nhất của chung kết 6 được chọn.
Ngày 18 tháng 11, Reina Tanaka thông báo cô sẽ tốt nghiệp Morning Musume và Hello! Project vào cuối năm 2013 tại Spring Concert Tour.

## Thành viên hiện tại
| Tên             | Ngày sinh         | Tuổi | Ngày tham gia        | Thế hệ | Màu thành viên* | Ghi chú     |
| --------------- | ----------------- | ---- | -------------------- | ------ | --------------- | ----------- |
| Fukumura Mizuki | 30 tháng 10, 1996 | 28   | 2 tháng 1 năm 2011   | 9      | Hồng đậm        | Nhóm trưởng |
| Ikuta Erina     | 7 tháng 7, 1997   | 27   | 2 tháng 1 năm 2011   | 9      | Xanh cốm        | Nhóm phó    |
| Ishida Ayumi    | 7 tháng 1, 1997   | 28   | 29 tháng 9 năm 2011  | 10     | Xanh lam        | Nhóm phó    |
| Sato Masaki     | 7 tháng 5, 1999   | 25   | 29 tháng 9 năm 2011  | 10     | Bạc hà          |             |
| Oda Sakura      | 12 tháng 3, 1999  | 26   | 14 tháng 9 năm 2012  | 11     | Tím oải hương   |             |
| Nonaka Miki     | 7 tháng 10, 1999  | 25   | 30 tháng 9 năm 2014  | 12     | Tím             |             |
| Makino Maria    | 2 tháng 2, 2001   | 24   | 30 tháng 9 năm 2014  | 12     | Hồng            |             |
| Haga Akane      | 7 tháng 3, 2002   | 23   | 30 tháng 9 năm 2014  | 12     | Cam             |             |
| Kaga Kaede      | 30 tháng 11, 1999 | 25   | 12 tháng 12 năm 2016 | 13     | Đỏ Ý            |             |
| Yokoyama Reina  | 22 tháng 2, 2001  | 24   | 12 tháng 12 năm 2016 | 13     | Vàng (Golden)   |             |
| Morito Chisaki  | 19 tháng 2, 2000  | 25   | 26 tháng 6 năm 2017  | 14     | Trắng           |             |
| Kitagawa Rio    | 16 tháng 3, 2004  | 21   | 22 tháng 6 năm 2019  | 15     | Xanh biển       |             |
| Okamura Homare  | 9 tháng 5, 2005   | 19   | 22 tháng 6 năm 2019  | 15     | Vàng cúc        |             |
| Yamazaki Mei    | 28 tháng 6, 2005  | 19   | 22 tháng 6 năm 2019  | 15     | Xanh lá cây     |             |

* Tất cả các giá trị màu gần đúng.

## Hoạt động thường ngày của nhóm
Chương trình tập luyện ca múa của nhóm được Ai Takahashi mô tả như một buổi cắm trại 3 ngày 2 đêm, với các thành viên hăng hái tham gia tập luyện ca khúc mới, điệu nhảy cũng như phong cách mới. Qua sự tuyển chọn từ 25000 ứng viên, 9 người trong đó có Takahashi được lựa chọn để tham gia vào cuộc cắm trại này.
Các cô gái đã hết sức nỗ lực vào 3 kỳ nghỉ trong một năm, với 5 ngày cho mỗi kỳ vào mùa đông, mùa hè và dịp tết nguyên đán.
Nhóm luôn có một trưởng nhóm và phó nhóm mang nhiều trách nhiệm khác nhau. Takahashi đã nói đó là vai trò mà người nắm giữ phải luôn khuyến khích các thành viên khác thực hiện công việc của họ một cách tốt nhất. Niigaki người nắm vai trò phó nhóm đã nói rằng cô luôn muốn chia sẻ công việc để giúp đỡ Takahashi trong mọi tình huống.
Các cô gái luôn muốn chia sẻ cùng nhau những tâm sự trong cuộc sống cũng như công việc của họ. Nếu có sự bất hòa xảy ra, họ mong muốn được cùng nhau thảo luận để giải quyết vấn đề.
Nhóm hiếm khi làm việc với nhà xuất bản là Tsunku, người nắm giữ mọi mặt của nhóm hơn là một giám đốc. Theo nhà điều hành chương trình, Tsunku chịu trách nhiệm việc phát hành các ca khúc, tổ chức các buổi hòa nhạc, phong cách, trang điểm, các buổi trình diễn cũng như thiết kế hình ảnh cho các ca khúc của nhóm và nhiều công việc khác.

## Những hoạt động bên ngoài nước Nhật
Hello! Project và Morning Musume đã có sẵn các câu lạc bộ của nhóm tại Hong Kong, Hàn Quốc và Hawaii, nhóm lại tiếp tục mở rộng sự ảnh hưởng và số lượng fan hâm một bên ngoài Nhật Bản và chủ yếu là các phần còn lại của châu Á bắt đầu từ năm 2007 đến năm 2008.
Trong tháng 3 năm 2007, Morning Musume kết nạp hai thành viên mới người Trung Quốc là Li Chun (Jun Jun) từ Hunan và Qian Lin (Lin Lin) từ Hangzhou.
Hello! Project công bố trang web của chương trình theo tiếng Đài Loan vào năm 2007. Hello! Project cũng bắt đầu chương trình Taiwan H.P. New Star Audition với mục tiêu tuyển giọng ca mới cho Hello! Project theo thế hệ các thành viên "Hello Pro Egg". Morning Musume cũng tham dự chương trình này.
Chương trình TV Morning Musume NEw Star được phát tại Đài Loan trên kênh TTV mỗi thứ bảy và chủ nhật vào lúc 6:30 và phát lại vào 10:15 pm thứ hai và thứ năm hàng tuần. Chưng trình này kết thúc gần đây vào giữa tháng 8 năm 2008.
Morning Musume cũng nắm các hoạt động tour diễn kỷ niệm của nhóm tại Hàn Quốc vào tháng 6 năm 2008.
Tại Pháp, những bài hát của nhóm cũng được trình chiếu trên ti vi trong chương trình được gọi là Nolife (một chương trình mang phong cách đặt trưng cho video game và âm nhạc Nhật Bản).
Vào 12 tháng 2 năm 2009, Morning Mosume đã dự định tham dự một buổi trình diễn tại Mỹ trong hội nghị Anime Expo, là một chường trình dành cho anime lớn nhất trong năm 2009 tại Mỹ. Đĩa đơn "Shōganai Yume Oibito" được làm nhạc nền cho Anime Expo năm 2009. Hội nghị dự định sẽ tổ chức tại Los Angeles và California vào ngày 2 tháng 7 năm 2009. Buổi hòa nhạc vào ngày thứ sáu 3 tháng 7 đã được các fan tại Mỹ ủng hộ một cách nhiệt tình, ngoài ra còn có các fan từ khắp nơi trên thế giới tham gia để được thấy thần tượng của mình.
Vào thứ sáu ngày 1 tháng 7 năm 2010, Morning Musume xuất hiện trong chương trình Japan Expo 2010 tại Paris thủ đô nước Pháp như là khách mời danh dự. Ca khúc mới nhất của nhóm "Tomo" trong đĩa đơn thứ 43 "Seishun Collection" đã được làm nhạc nền cho sự kiện này.

## Thành viên của nhóm qua các thế hệ
Thành viên hiện tại
- Fukumura Mizuki (譜久村聖 ?)
- Ikuta Erina (生田衣梨奈)
- Ishida Ayumi (石田亜佑美 ?)
- Sato Masaki (佐藤優樹 ?)
- Oda Sakura (小田さくら ?)
- Nonaka Miki (野中美希)
- Makino Maria (牧野真莉愛)
- Haga Akane (羽賀朱音)
- Kaga Kaede (加賀楓)
- Yokoyama Reina (横山玲奈)
- Morito Chisaki (森戸知沙希)
- Kitagawa Rio (北川莉央)
- Okamura Homare (岡村ほまれ)
- Yamazaki Mei (山﨑愛生)

Thế hệ thứ nhất (1997)
- Nakazawa Yuko (中澤 裕子 Trung Trạch Dụ Tử?) (rời nhóm 15 tháng 4 năm 2001)
- Ishiguro Aya (石黒 彩 Thạch Hắc Thái?) (rời nhóm 7 tháng 1 năm 2000)
- Iida Kaori (飯田 圭織 Phạn Điền Khuê Chức?) (rời nhóm 30 tháng 1 năm 2005)
- Abe Natsumi (安倍なつみ?) (rời nhóm 25 tháng 1 năm 2004)
- Fukuda Asuka (福田 明日香 Phúc Điền Minh Nhật Hương?) (rời nhóm 18 tháng 4 năm 1999)

Thế hệ thứ hai (1998)
- Yasuda Kei (保田 圭 Bảo Điền Khuê?) (rời nhóm 5 tháng 5 năm 2003)
- Yaguchi Mari (矢口 真里 Tri Khẩu Chân Lý?) (bỏ nhóm 14 tháng 4 năm 2005)
- Ichii Sayaka (市井 紗耶香 Thị Tĩnh Sa Gia Hương?) (rời nhóm 21 tháng 5 năm 2000)

Thế hệ thứ ba (1999)
- Goto Maki (後藤 真希 Hậu Đằng Chân Hy?) (rời nhóm 23 tháng 9 năm 2002)

Thệ hệ thứ tư (2000)
- Ishikawa Rika (石川 梨華 Thạch Xuyên Lê Hoa?) (rời nhóm 7 tháng 5 năm 2005)
- Yoshizawa Hitomi (吉澤 ひとみ?) (rời nhóm 6 tháng 5 năm 2007)
- Tsuji Nozomi (辻 希美 Thập Hy Mỹ?) (rời nhóm 1 tháng 8 năm 2004)
- Kago Ai (加護 亜依 Gia Ngôn Á Y?) (rời nhóm 1 tháng 8 năm 2004)

Thế hệ thứ năm (2001)
- Takahashi Ai (高橋愛?) (tốt nghiệp ngày 30 tháng 9 năm 2011)
- Konno Asami (紺野 あさ美?) (rời nhóm 23 tháng 7 năm 2006)
- Ogawa Makoto (小川麻琴 Tiểu Xuyên Ma Cầm?) (rời nhóm 27 tháng 8 năm 2006)
- Niigaki Risa (新垣里沙) ?) (tốt nghiệp ngày 18 tháng 5 năm 2012)

Thế hệ thứ sáu (2003)
- Fujimoto Miki (藤本 美貴 Đằng Bản Mỹ Quý?) (bỏ nhóm 1 tháng 6 năm 2007)
- Kamei Eri (亀井絵里?) (tốt nghiệp ngày 15 tháng 12 năm 2010)
- Michishige Sayumi (道重さゆみ ?) (tốt nghiệp ngày 26 tháng 11 năm 2014)
- Tanaka Reina (田中 れいな?) (tốt nghiệp ngày 21 tháng 5 năm 2013)

Thế hệ thứ bảy (2005)
- Kusumi Koharu (久住 小春 Cửu Trụ Tiểu Xuân?) (rời nhóm 6 tháng 12 năm 2009)

Thế hệ thứ tám (2006/2007)
- Mitsui Aika (光井愛佳?) (tốt nghiệp ngày 18 tháng 5 năm 2012)
- Junjun (ジュンジュン?) (tốt nghiệp ngày 15 tháng 12 năm 2010)
- Linlin (リンリン?) (tốt nghiệp ngày 15 tháng 12 năm 2010)

Thế hệ thứ chín (2011)
- Sayashi Riho (鞘師里保 ?) (tốt nghiệp ngày 31 tháng 12 năm 2015)
- Suzuki Kanon (鈴木香音 ?) (tốt nghiệp ngày 31 tháng 5 năm 2016)
- Ikuta Erina (生田衣梨奈 ?)
- Fukumura Mizuki (譜久村聖 ?)

Thế hệ thứ mười (2011)
- Iikubo Haruna (飯窪春菜 ?) (tốt nghiệp ngày 16 tháng 12 năm 2018)
- Ishida Ayumi (石田亜佑美 ?)
- Sato Masaki (佐藤優樹 ?)
- Kudō Haruka (工藤遥?) (tốt nghiệp ngày 11 tháng 12 năm 2017)

Thế hệ thứ mười một (2012)
- Oda Sakura (小田さくら ?)

Thế hệ thứ mười hai (2014)
- Ogata Haruna (尾形春水) (tốt nghiệp ngày 20 tháng 6 năm 2018)
- Nonaka Miki (野中美希)
- Makino Maria (牧野真莉愛)
- Haga Akane (羽賀朱音)

Thế hệ thứ mười ba (2016)
- Kaga Kaede (加賀楓)
- Yokoyama Reina (横山玲奈)

Thế hệ thứ mười bốn (2017)
- Morito Chisaki (森戸知沙希)

Thế hệ thứ mười lăm (2019)
- Kitagawa Rio (北川莉央)
- Okamura Homare (岡村ほまれ)
- Yamazaki Mei (山﨑愛生)

## Morning Musume - Lịch sử âm nhạc
| "Ai no Tane" 1. "Morning Coffee" 2. "Summer Night Town" 3. "Daite Hold on Me!" 4. "Memory Seishun no Hikari" 5. "Manatsu no Kōsen" 6. "Furusato" 7. "Love Machine" 8. "Koi no Dance Site" 9. "Happy Summer Wedding" 10. "I Wish" 11. "Ren'ai Revolution 21" 12. "The Peace!" 13. "Mr. Moonlight (Ai no Big Band)" 14. "Sōda! We're Alive" 15. "Do It! Now" 16. "Koko ni Iruzee!" 17. "Morning Musume no Hyokkori Hyōtanjima" 18. "As for One Day" 19. "Shabondama" 20. "Go Girl (Koi no Victory)" 21. "Ai Araba It's All Right" 22. "Roman (My Dear Boy)" 23. "Joshi Kashimashi Monogatari" 24. "Namida ga Tomaranai Hōkago" 25. "The Manpower!!!" 26. "Osaka Koi no Uta" 27. "Iroppoi Jirettai" 28. "Chokkan 2 (Nogashita Sakana wa Ōkiizo!)" 29. "Sexy Boy (Soyokaze ni Yorisotte)" 30. "Ambitious! Yashinteki de Ii Jan" 31. "Aruiteru" 32. "Egao Yes Nude" 33. "Kanashimi Twilight" 34. "Onna ni Sachi Are" 35. "Mikan" 36. "Resonant Blue" 37. "Pepper Keibu" 38. "Naichau Kamo" 39. "Shōganai Yume Oibito" 40. "Nanchatte Ren'ai" 41. "Kimagure Princess" 42. "Onna ga Medatte Naze Ikenai" 43. "Seishun Collection" 44. "Onna to Otoko no Lullaby Game" 45. "Maji Desu ka Ska!" 46. "Only You" 47. "Kono Chikyū no Heiwa o Honki de Negatterun da yo!/Kare to Issho ni Omise ga Shitai!" 48. "Pyoco Pyoco Ultra" 49. "Ren'ai Hunter" 50. "One Two Three / The Matenrou Show" 51. "Wakuteka Take a Chance" 52. "Help Me!!" 53. "Brainstorming / Kimi Sae Ireba Nani mo Iranai" 54. "Wagamama Ki no Mama Ai no Joke / Ai no Gundan" 55. "Egao no Kimi wa Taiyou Sa / Kimi no Kawari wa Iyashinai / What is LOVE?" 56. "Toki wo Koe Sora wo Koe / Password is 0" 57. "TIKI BUN / Shaba Daba Do~ / Mikaeri Bijin" 58. "Seishun Kozo ga Naiteiru / Yūgure wa Ameagari / Ima Koko Kara" 59. "Oh My Wish! / Sukatto My Heart / Ima Sugu Tobikomu Yūki" 60. "Tsumetai Kaze to Kataomoi / Endless Sky / One and Only" 61. "Utakata Saturday Night! / The Vision / Tokyo to Iu Katasumi" 62. "Sexy Cat no Enzetsu / Mukidashi de Mukiatte / Sou Janai" 63. "Brand New Morning / Jealousy Jealousy" 64. "Jama Shinaide Here We Go! / Dokyuu no Go Sign / Wakaindashi!" - 1998: First Time - 1999: Second Morning - 2000: 3rd-Love Paradise - 2002: 4th Ikimasshoi! - 2003: No.5 - 2004: Ai no Dai 6 Kan - 2006: Rainbow 7 - 2006: 7.5 Fuyu Fuyu Morning Musume Mini! (mini-album) - 2007: Sexy 8 Beat - 2008: Cover You (album cover) - 2009: Platinum 9 Disc - 2010: 10 My Me - 2010: Fantasy! Jūichi - 2011: 12, Smart - 2012: 13 Colorful Character - 2014: 14 Shō: The Message | - 2001: Best! Morning Musume 1 - 2004: Best! Morning Musume 2 - 2004: Early Single Box - 2007: Morning Musume All Singles Complete: 10th Anniversary - 2009: Morning Musume Zen Singles Coupling Collection - 2013: The Best! ~Updated Morning Musume~ - 2014: Morning Musume '14 Coupling Collection 2 |

## Sự kiện quan trọng
- Được xuất hiện trên Kōhaku Uta Gassen (紅白歌合戦?), một chương trình âm nhạc vào đêm giao thừa hàng năm trên đài truyền hình NHK Nhật Bản. Chương trình lần thứ 51 Kōhaku có sự xuất hiện của Ai Kago là ca sĩ nhỏ tuổi nhất 12 tuổi (31/12/2000 - 31/12/2007). Sau đó Mai Hagiwara thuộc nhóm °C-ute trở thành ca sĩ nhỏ tuổi nhất, 11 tuổi phá vỡ kỷ lục 7 năm liền của Ai Kago trên Kōhaku Uta Gassen.
- 2 thành viên thế hệ thứ 9 Riho Sayashi và Kanon Suzuki là những thành viên đầu tiên được sinh ra sau năm thành lập nhóm, 1997.
- Morning Musume là nhóm nhạc nữ có nhiều đĩa đơn nhất được lọt vào 10 vị trí hàng đầu tại bảng xếp hạng Oricon hàng tuần tại Nhật Bản.
- Morning Musume là nhóm có nhiều đĩa đơn được xếp hạng nhất tại bảng xếp hạng Oricon, vượt qua kỷ lục trước đó của nhóm Pink Lady.
- Morning Musume là nhóm nhạc nữ liên tục có nhiều đĩa đơn nhất được xếp vào 10 thứ hạng đầu trên bảng xếp hạng Oricon tại Nhật Bản.
- Morning Musume là nhóm nhạc nữ có số lượng đĩa đơn bán chạy thứ nhì tại Nhật Bản, với 18.067.949 bản được bán ra.

## Các nhóm phụ
Không được hiểu lầm sự xáo trộn các thành viên hay chia nhóm của Hello! Project.
- Tanpopo
- Petitmoni
- Minimoni
- Morning Musume Tanjō 10 Nen Kinentai

## Các nhóm được chia nhỏ
- Morning Musume Sakuragumi
- Morning Musume Otomegumi

## Tìm hiểu thêm
- Members of Morning Musume
- Morning Musume discography
- Morning Musume appearances
- Morning Musume auditions
- Gatas Brilhantes H.P.